# Denise Karbon
Denise Karbon, född 16 augusti 1980 i Brixen, Italien, är en italiensk alpin skidåkare. Hon har tävlat främst i disciplinen storslalom och startade första gången i Världscupen 6 januari 1998. Hon har deltagit i fyra olympiska spel och i sex världsmästerskap. Hennes mest framgångsrika år var 2008, då hon vann storslalomcupen med fem segrar i de sju tävlingar hon deltog.
Dessutom har hon en vinst i juniorvärldsmästerskapen samt har tagit fyra guld i de italienska mästerskapen.
Karbon har meddelat att hon slutar tävla – hennes sista framträdande blir i Världscupen i storslalom i Lenzerheide den 16 mars 2014.

## Meriter

### VM
- 2003 silver i storslalom
- 2007 brons i storslalom

### Världscupen
- 6 världscupsegrar i storslalom
- 16 pallplatser